# Église Saint-Joseph de Mana
L’église Saint-Joseph de Mana est une église paroissiale dépendante du diocèse de Cayenne, et située dans la commune de Mana, en Guyane.

## Histoire
L'église a été bâtie en 1840, sous l'impulsion de la mère Anne-Marie Javouhey, honorée par un buste sur la place attenante. L'intérieur en a été peint par le bagnard Bourgeois entre 1940 et 1945. L'église est classée monument historique par arrêté du 22 septembre 1987 et le presbytère est classé le 12 juin 1989.